# 왕호 (영화 감독)
왕호(王虎, 1952년 10월 14일 ~ )는 대한민국의 영화배우, 무술가, 영화감독, 영화 각본가이다. 본명은 김용호(金鏞鎬)이며 전라북도 익산 출생이다.

## 소속
- 前 한국영화배우협회 제작겸업배우분과위원장

## 생애
그는 중학교 2학년 때였던 1966년 전라북도 남원에서 열린 태권도대회에서 준우승하여 태권도(跆拳道) 선수로 첫 입문했고 중학교 3학년 때였던 1967년에는 태권도대회 단체전에서 우승했으며 1970년 1월에는 전라북도 김제 만경고등학교 2학년 신분으로 전라북도 김제군 만경면에 태권도 체육관을 개설하여 사범으로 활동했다. 전라북도 김제 만경고등학교 졸업 후 1971년 대한민국 해병대(大韓民國 海兵隊)에 입대하여 1973년 병장(兵長)으로 전역하였고 이듬해 1974년 김용호(金鏞鎬) 본명으로 영화 《죽엄의 다리》에서 단역으로 영화배우 첫 데뷔하였으며 그로부터 2년 후 1976년 왕호(王虎)라는 예명으로 영화 《흑룡강(黑龍江)》에 주연하여 이 때부터 왕호(王虎)라는 예명을 사용하기 시작하였고 무술영화배우로서의 인기를 고가하기 시작하였다. 1983년 영화 《북소림 남태권(北少林 南跆拳)》에 주연하였고 이 영화로 영화감독 데뷔하였다. 그로부터 2년 후 1987년 영화 《냉혈자(冷血者)》를 주연 및 감독하였는데 이 영화로 영화 각본가 데뷔하였다. 그 이후 2005년 사단법인 대한천지무예도협회 총재가 되었고 그 후 충청남도 논산 한민학교 교수와 경상북도 칠곡 대구예술대학교 겸임교수와 서울지방경찰청 무술지도위원 등을 지냈다.

## 출연작

### 영화
- 1974년 《죽엄의 다리》
- 1976년 《흑룡강》
- 1983년 《북소림 남태권》
- 1987년 《냉혈자》
- 2022년 《오! 마이 고스트》 - 백정귀신 역

## 같이 보기
- 황정리
- 황춘수
- 거룡
- 차룡